# مایکل جکسون (بازیکن فوتبال، زاده ۱۹۷۳)
مایکل جکسون (انگلیسی: Michael Jackson؛ زادهٔ ۴ دسامبر ۱۹۷۳) بازیکن فوتبال اهل بریتانیا است.
از باشگاه‌هایی که در آن بازی کرده‌است می‌توان به باشگاه فوتبال شروزبری تاون، باشگاه فوتبال پرستون نورث اند، باشگاه فوتبال کرو آلکساندرا، باشگاه فوتبال بلکپول، باشگاه فوتبال بری، باشگاه فوتبال ترانمره راورز، و باشگاه فوتبال ترانمره راورز، اشاره کرد.